# Рогато-Балковский сельсовет
Рогато-Балковский сельсовет — упразднённое сельское поселение в Петровском районе Ставропольского края Российской Федерации.
Административный центр — посёлок Рогатая Балка.

## История
Статус и границы сельского поселения установлены Законом Ставропольского края от 4 октября 2004 года № 88-кз «О наделении муниципальных образований Ставропольского края статусом городского, сельского поселения, городского округа, муниципального района».
С 1 мая 2017 года все муниципальные образования Петровского района объединены Петровский городской округ.

## Население
| 1989  | 2002  | 2010  | 2011  | 2012  |
| ----- | ----- | ----- | ----- | ----- |
| 2875  | ↗3227 | ↘2985 | ↘2972 | ↗2977 |
| 2013  | 2014  | 2015  | 2016  | 2017  |
| ↘2929 | ↘2858 | ↘2821 | ↘2790 | ↘2780 |

### Национальный состав
По итогам переписи населения 2010 года проживали следующие национальности (национальности менее 1 %, см. в сноске к строке "Другие"):
| Национальность | Численность | Процент |
| -------------- | ----------- | ------- |
| Русские        | 2808        | 94,07   |
| Другие         | 177         | 5,93    |
| Итого          | 2985        | 100,00  |

## Состав сельского поселения
До упразднения муниципального образования в состав его территории входили 3 населённых пункта:
| № | Населённый пункт | Тип населённого пункта          | Население |
| - | ---------------- | ------------------------------- | --------- |
| 1 | Горный           | посёлок                         | ↗410      |
| 2 | Пшеничный        | посёлок                         | ↗334      |
| 3 | Рогатая Балка    | посёлок, административный центр | ↘1787     |

## Местное самоуправление
Главы сельсовета
- с 14 сентября 2014 года — Шуленин Роман Владимирович[1].